# Bergrennen
Bergrennen ist eine Disziplin innerhalb des Motorsports. Sie werden im Gegensatz zu Rundstreckenrennen als Einzelzeitfahren auf einer bergauf verlaufenden Strecke durchgeführt. Die Ziellinie muss höher liegen als der Start; einzelne Abschnitte dürfen auch flach oder abfallend sein. Die charakteristische Rückführung erfolgt im Konvoi bergab rollend, teilweise mit ausgeschaltetem Motor. Der Sieger einer Bergrennen-Meisterschaft wird wie im Radsport Bergmeister genannt.

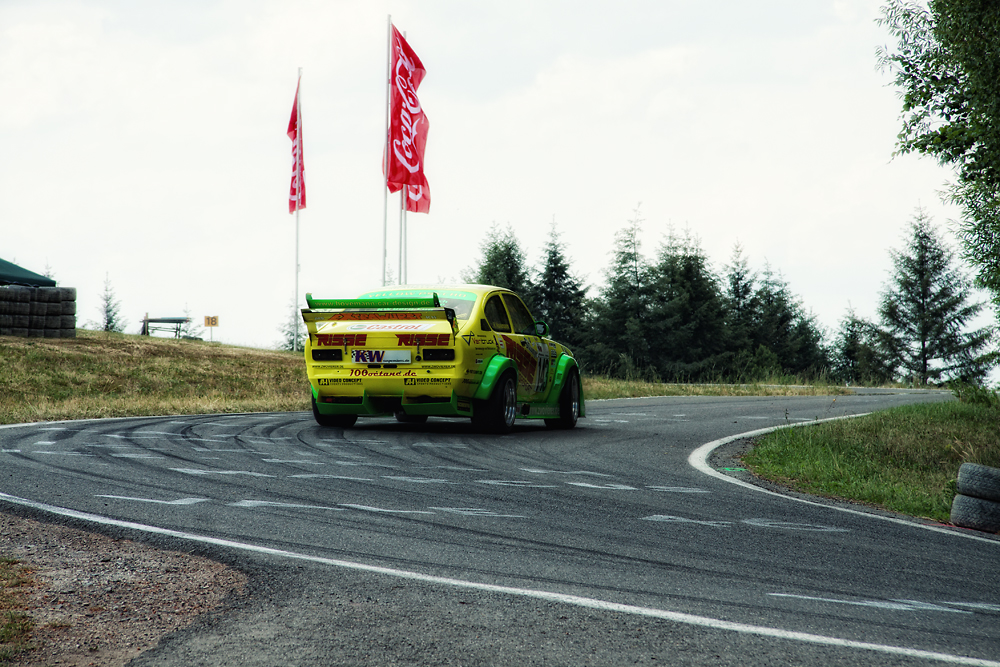
40. Trierer Bergrennen 2011

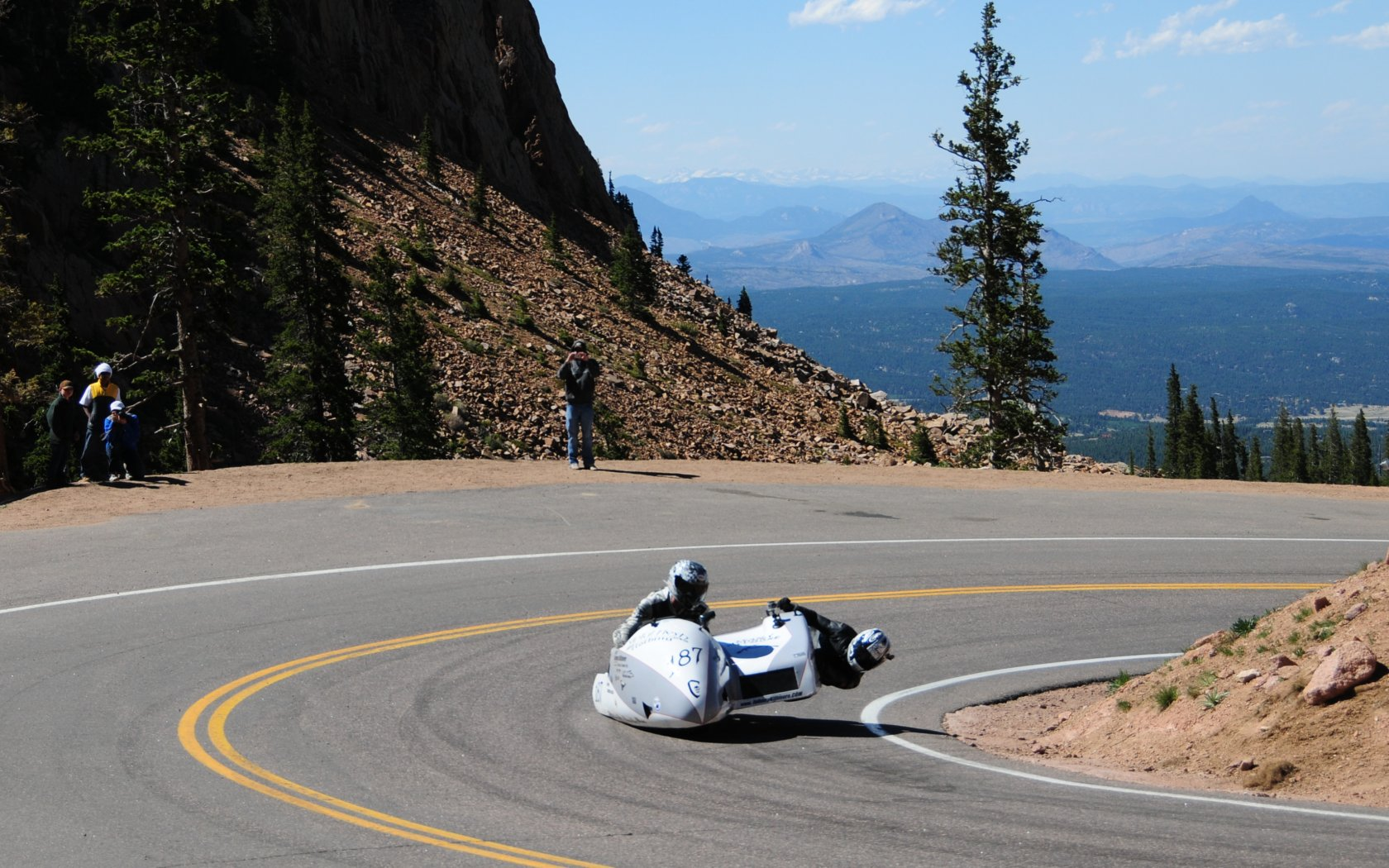
Ein Motorradgespann der Formel 2 beim Pikes Peak International Hill Climb 2011

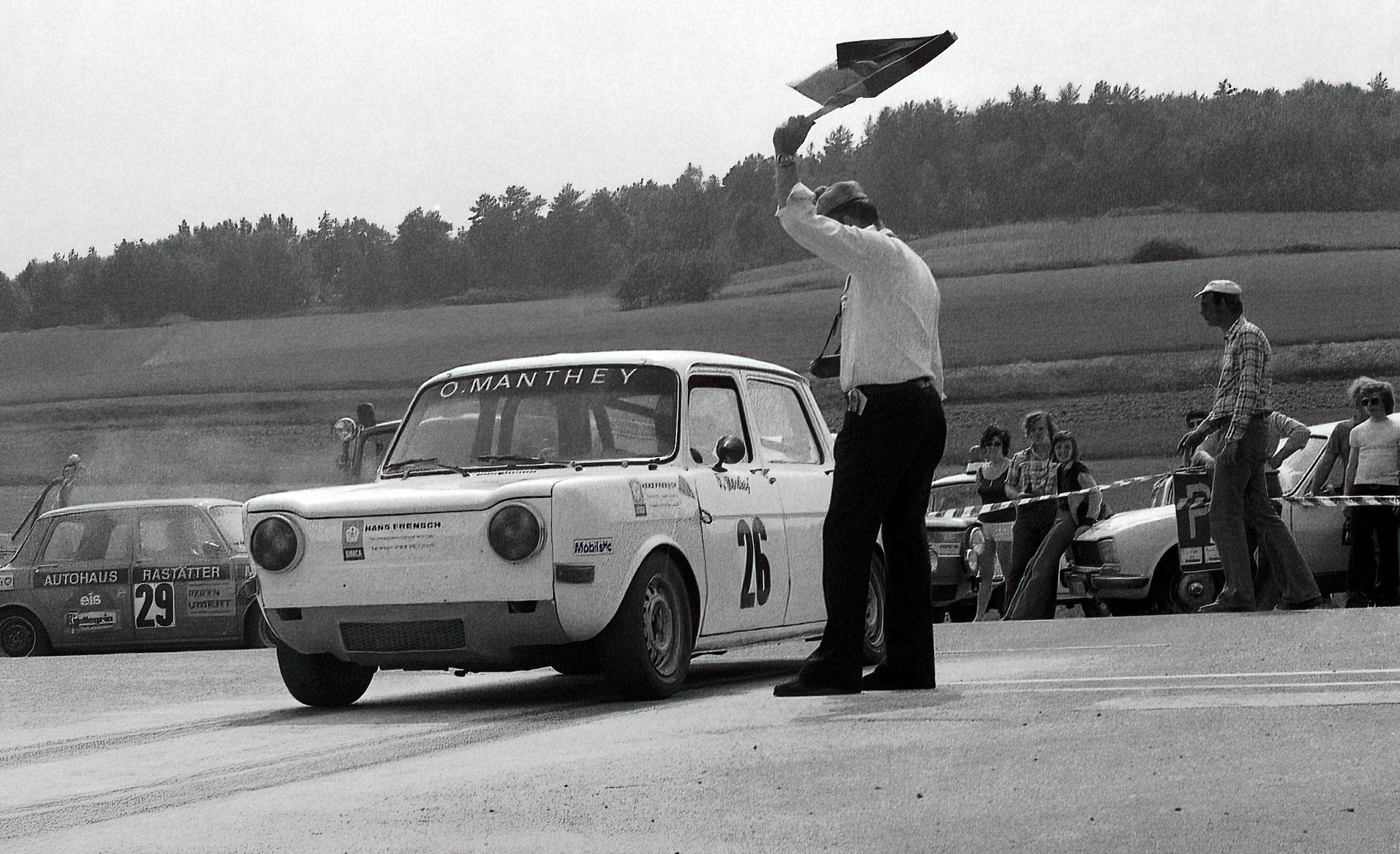
Olaf Manthey auf Simca Rallye 2 am Start zu einem Lauf des ONS-Bergpokals 1976

## Geschichte

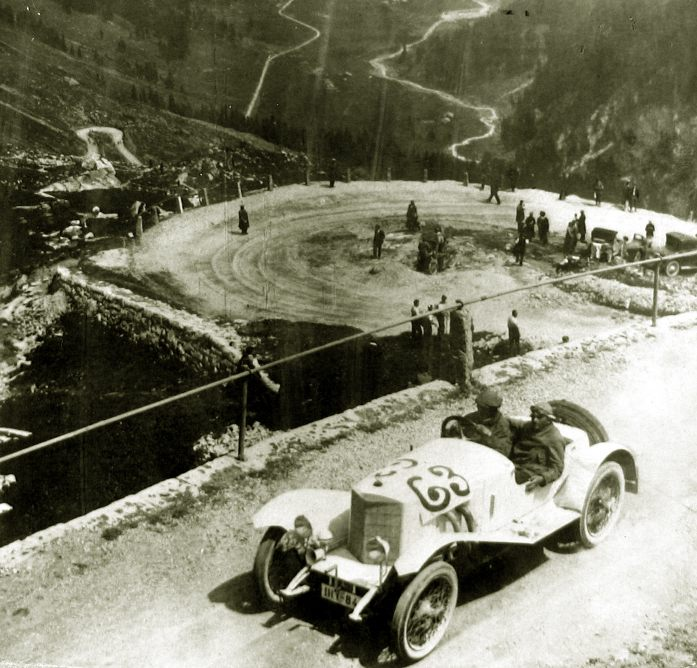
Klausenrennen 1923

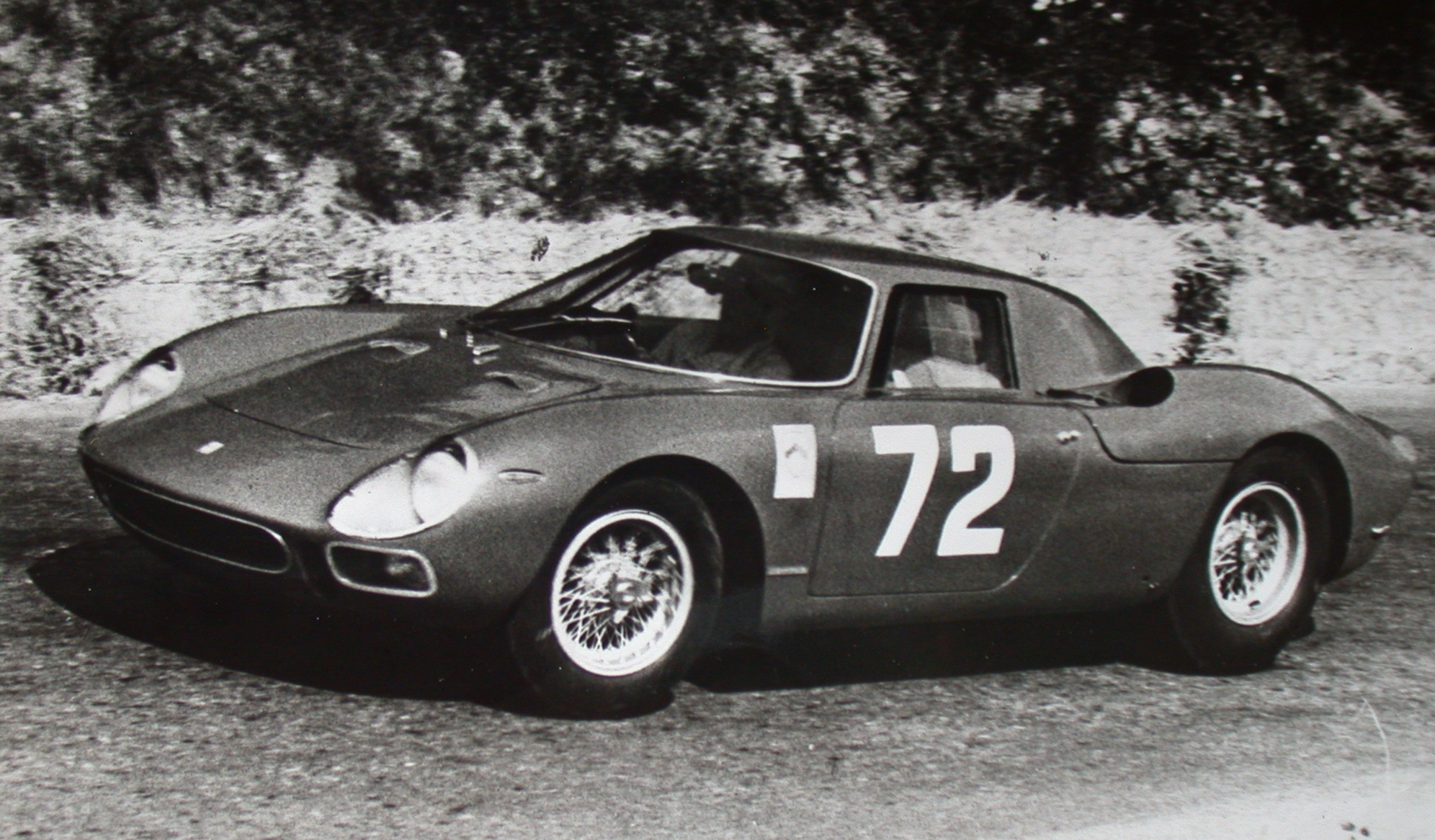
Ludovico Scarfiotti, Sieger des Bergrennens Sierre - Crans-Montana 1964, in einem Ferrari 250LM der Scuderia Filipinetti

Das erste Bergrennen der Automobilgeschichte wurde am 31. Januar 1897 im Rahmen einer Wettfahrt von Marseille nach Nizza ausgetragen. Die dritte und letzte Etappe des Wettbewerbs führte über genau 17 km von Nizza hinauf in das Bergdorf La Turbie. Das Rennen soll von dem Motorsport ausübenden Reifenfabrikanten André Michelin gewonnen worden sein, andere Quellen benennen jedoch einen Rennfahrer namens Pary als Sieger des La-Turbie-Debüts.
Vor dem Zweiten Weltkrieg wurden auf großen Alpenpässen wie dem Großglockner und vielen anderen Bergstraßen in den Mittelgebirgen Bergrennen mit Grand-Prix-Rennwagen z. B. von Mercedes-Benz und Auto Union durchgeführt, mit berühmten Fahrern wie Bernd Rosemeyer, Rudolf Caracciola und dem Bergkönig Hans Stuck am Steuer.

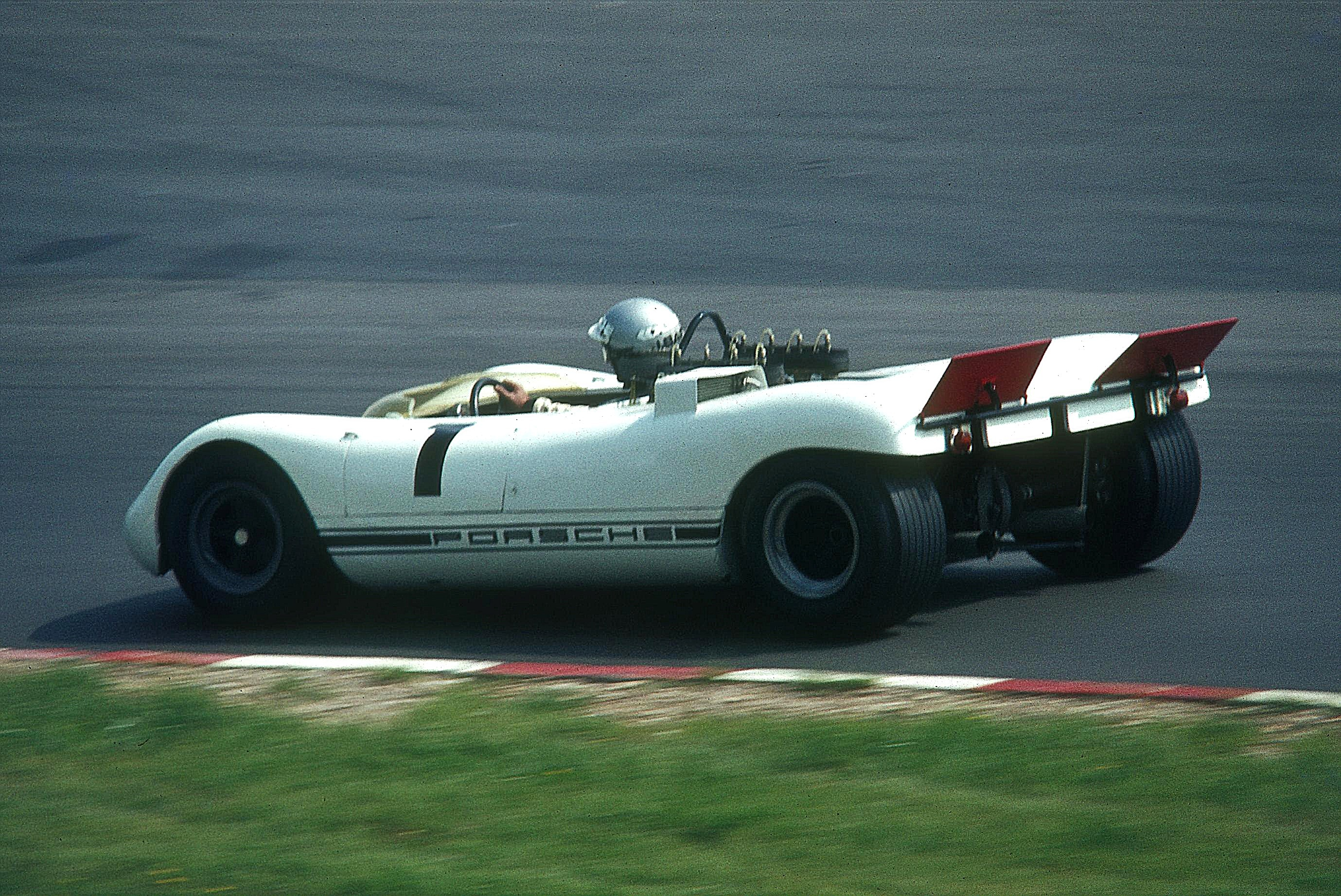
Porsche Bergrennwagen vom Typ 909 Bergspyder bei einer Demonstrationsrunde auf dem Nürburgring (1981)

Anfang der 1960er-Jahre, im Rahmen der steigenden Massenmotorisierung, wurden die Bergrennen wieder aufgenommen oder neu eingeführt. Zudem wurden zeitweise einige Bergrennen zur Sportwagen-Weltmeisterschaft gewertet, somit also mit Klassikern wie den 24 Stunden von Le Mans, dem 1000-km-Rennen auf dem Nürburgring oder der Targa Florio gleichgesetzt. Bis in die 1970er-Jahre hinein konstruierten Porsche, Ferrari, Abarth oder auch BMW teilweise extrem leichte Bergrennwagen wie den Porsche 909 Bergspyder oder Ferrari Dino speziell für die Berg-Europameisterschaft.
Danach scheuten die Automobilwerke den Aufwand für Nur-Bergrennen, sodass auch die Gesamtsiege seit dieser Zeit nur von Amateuren unter sich ausgemacht werden. Der Popularität der Veranstaltungen tat dies aber keinen Abbruch, zumal weiterhin bekannte Profirennfahrer ihre sonst nur in Rundstreckenrennen eingesetzten Rennwagen vorführen. Auch ohne große Sponsorunterstützung setzen Bergrennsportfahrer eine breite Palette von unterschiedlichen Rennwagen ein, die von seriennahen Wagen bis zu Sportprototypen und Formel 3000-Fahrzeugen reicht.

## Unterscheidung
Man unterscheidet zwischen
- Bergrennen für Automobile,
- Bergrennen für Motorräder und

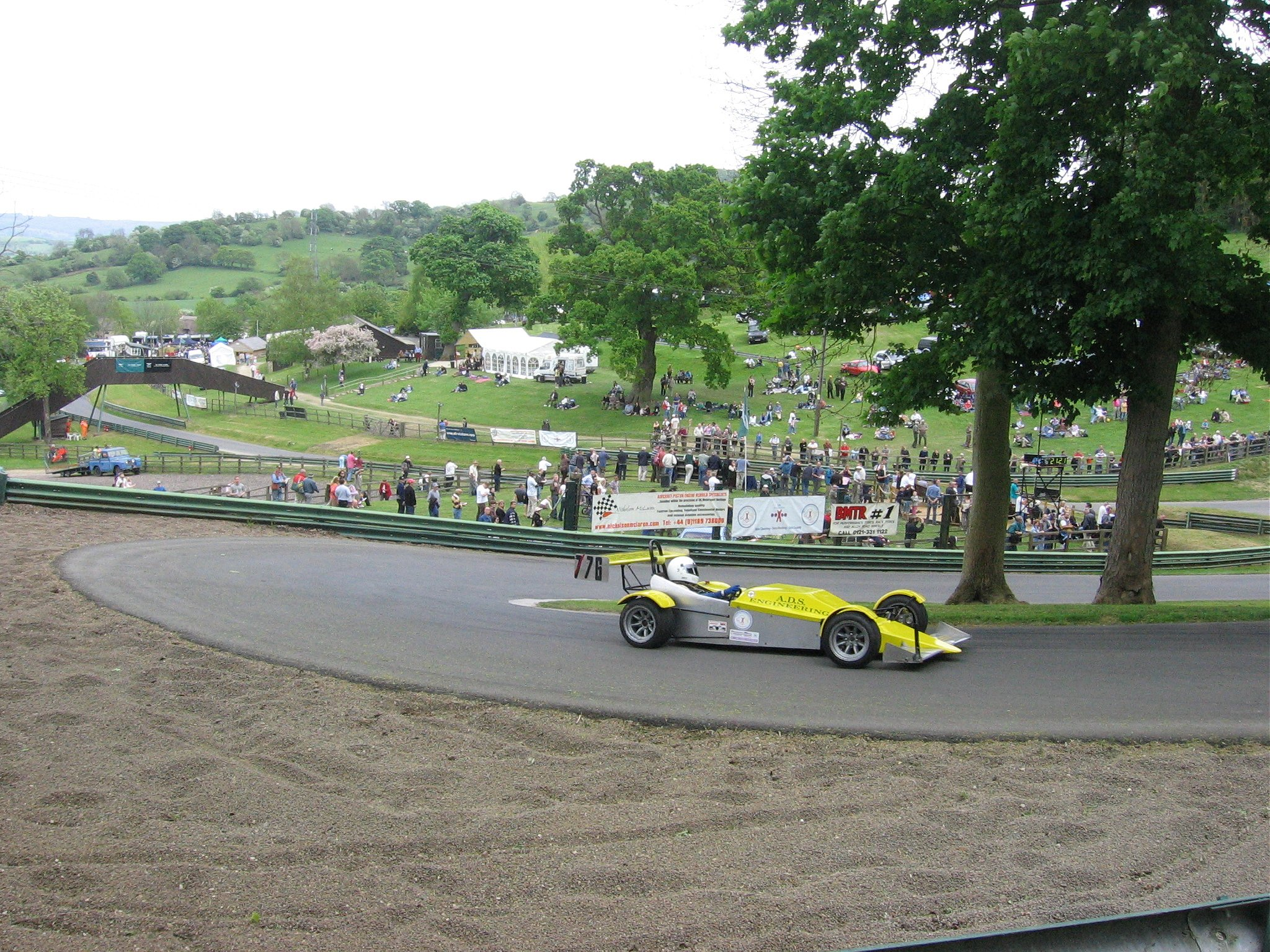
Andrew Gowen in einem 1.7-Liter Ward Mk 80 während des Prescott Speed Hill Climbs

- gemischten Bergrennen sowohl für Motorräder als auch Automobile.

In diesem Artikel werden Bergrennen für Automobile näher erläutert. Bergrennen für Motorräder laufen analog ab, jedoch mit anderen Marken und Fahrern. Auch gibt es spezifische Bergrennenstrecken, auf denen ausschließlich Motorradwettbewerbe veranstaltet werden bzw. wurden.
Vom Organisationsablauf unterscheidet man
- Bergrennen mit Fahrerlager unten und
- Bergrennen mit Fahrerlager oben.

Bei den erstgenannten werden die Teilnehmer unmittelbar vor dem Start aufgerufen und fahren von ihrem Standplatz aus zur Startvoraufstellung. Nach der Zieldurchfahrt sammeln sich die Teilnehmer im Zielraum und werden zum Fahrerlager zurückgeführt (Rückführung). Vorteil: organisatorisch einfacher, am Startort meist bessere Infrastruktur. Nachteil: ein defektes Fahrzeug muss bis zu seiner Rückführung auf die Reparatur warten. Bei Verlust von Flüssigkeiten muss ein Bergungsfahrzeug das defekte Rennauto ins Fahrerlager bringen, damit die Strecke nicht verschmutzt wird.
Wenn sich das Fahrerlager oben befindet, steht ein defektes Fahrzeug im Fahrerlager, wenn es den Lauf aus eigener Kraft beenden konnte, was nicht selten der Fall ist. Anfallende Verschmutzungen beschränken sich auf die letzten Meter der Strecke. Fahrerlager oben haben meist mehr Platz, aber schlechtere Infrastruktur (Geschäfte, Strom, Wasser, asphaltierte Flächen). Natürlich gibt es auch Abweichungen vom Schema. Außerdem ist es problematisch, bei einsetzendem Regen das Teilnehmerfeld zum Reifenwechsel zurück ins Fahrerlager zu führen, und wieder bergab zum Start. 

## Austragungsmodus
Meist wird ein Bergrennen an einem Wochenende (Samstag und Sonntag) ausgetragen, wobei viele Teilnehmer schon am Freitag anreisen, um die Strecke inoffiziell zu besichtigen („wildes“ Training ist verboten). Als einzige Strecke in Deutschland besteht in Schleiz die Möglichkeit, am Freitag auf der abgesperrten Strecke ungezeitete Abstimmungsfahrten durchzuführen. In Winterstein (Rennsteig) gibt es Freitagnacht ein Beschleunigungsrennen über die Viertelmeile, das aber nicht zur Veranstaltung zählt.
Selten sind Ein-Tages-Veranstaltungen (früher: Edelstein-Bergrennen), bei denen Training und Rennen an einem einzigen Tag, beispielsweise Christi Himmelfahrt, stattfinden.
Überall dient der Samstag zu einer möglichst großen Zahl von gezeiteten Trainingsläufen, von denen auch eine Mindestzahl absolviert werden muss, um zum Rennen zugelassen zu werden. Bei besonderen Umständen wird am Sonntagmorgen noch ein Trainingslauf angesetzt.
Am Sonntag werden dann, abhängig von Streckenlänge, Teilnehmerzahl und Unwägbarkeiten wie Unfällen oder verschmutzter Strecke zwei oder drei, selten auch vier Wertungsläufe durchgeführt. In Deutschland, das eher kurze Streckenlängen vorweist, werden alle Zeiten addiert und bilden die Basis der Wertung. Hierbei kann ein Ausrutscher eine Platzierung kosten oder zur Nichtwertung führen, je nachdem, ob der Lauf noch aus eigener Kraft beendet werden kann. Die Schweizer Veranstalter werten bevorzugt die schnellsten zwei Durchgänge von dreien. Dies gilt aber nur für die Schweizermeisterschaft, in der EBM werden alle Läufe addiert. In Luxemburg zählt der schnellste Lauf von dreien. Besonders lange Rennstrecken (Trento Bondone) lassen nur einen einzigen Wertungslauf zu.
Günstige Voraussetzungen für eine große Anzahl von Läufen bietet ein Rundkurs, bei dem die Rückführung nicht über die Strecke selbst erfolgt. Nur wenige Veranstaltungen (Hauenstein, Mickhausen und teilweise Trier) haben die räumlichen Voraussetzungen. Lösungen wie in Oberhallau, die Teile der Strecke aussparen, bieten immerhin den Vorteil, nicht durch den „Flaschenhals“ des Vorstarts das Teilnehmerfeld quälen zu müssen.

### Anlässe
Die Schweiz, Frankreich und Italien sind bekannt für die anspruchsvollsten Strecken, zudem dürfen schnelle Fahrzeuge eingesetzt werden, bis hin zu Formel-1-Rennwagen. In Schweden und Norwegen werden Bergrennen zumeist auf Strecken mit Schotterbelag ausgefahren, wobei in der Regel Rallye- und Rallycross-Fahrzeuge zum Einsatz kommen.
Frankreich hat mehrere Bergrennstrecken allein im Elsass, insbesondere die sechs Kilometer lange Strecke von Turckheim sowie die auf den legendären Mont Ventoux. Läufe zur EM werden auch in Österreich (Rechbergrennen), Portugal, Spanien, Italien, Tschechien, der Slowakei und in Kroatien ausgetragen, also auch in Ländern, die von populären internationalen Rennserien meist ausgespart sind. In Ungarn wird ein Lauf im Mátra-Gebirge ausgetragen. Weitere Länder mit Bergrennen sind Andorra, Malta, Rumänien, Schweden und Polen (Sienna in Niederschlesien).

### Internationale Veranstaltungen
Die wichtigste Bergmeisterschaft in Europa ist die unter der Sporthoheit der FIA organisierte Europa-Bergmeisterschaft. Daneben gibt es noch die von der FIA überwachten Rennserien European Hill Climb Cup und International Hill-Climb Challenge, die in zwei verschiedenen europäischen Regionen ausgefahren werden.
Ein gemischt italienisch-slowenischer Wettbewerb namens „Slovenia and Triveneto Hill-Climb-Trophy 2013“ wurde, wie der Name sagt, 2013 in Slowenien und Italien ausgetragen. Vier der sechs Trophy-Läufe wurden auch zur österreichischen Meisterschaft gewertet.

## Spezifisches

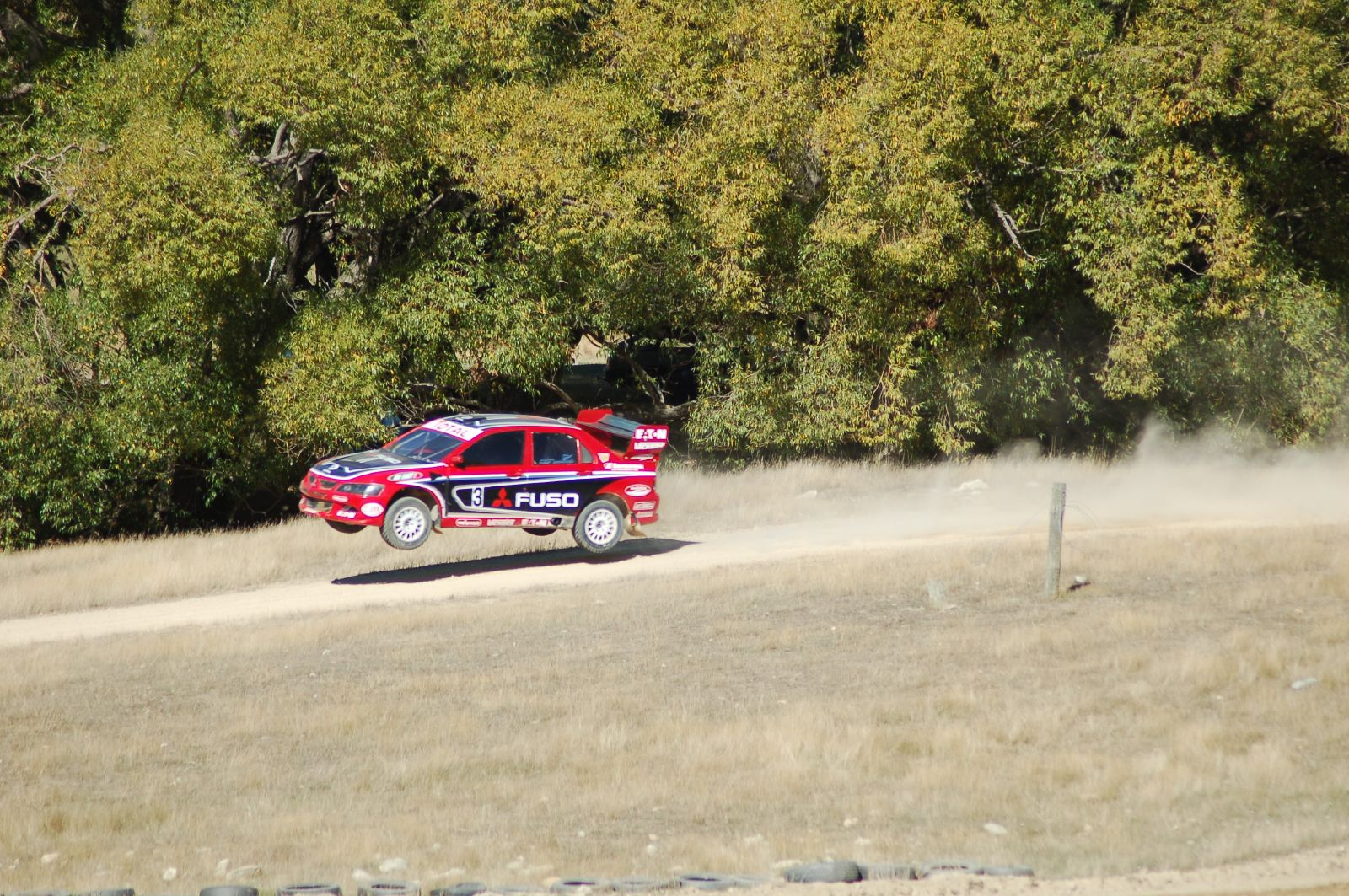
Mitsubishi Lancer Evo IX beim Race to the Sky in Neuseeland

Durch die Steilheit und den meist kurvigen Verlauf der Bergrennstrecken (oft mit Spitzkehren) werden die Geschwindigkeiten begrenzt und somit die Sicherheit verbessert. Nachteil der Lage am Hang ist jedoch naturgemäß, dass weder auf Bergseite noch auf Hangseite weitläufige Auslaufzonen eingerichtet werden können. Durch den Charakter des Einzelzeitfahrens sind Bergrennen keine Wettrennen im eigentlichen Sinne, da es nie zu Überholmanövern kommt – was vom Reglement auch so vorgesehen ist. Ausfälle sind ausschließlich auf Fahrzeugdefekte oder Fehler der Fahrer zurückzuführen. Dies hat für die Fahrer mit ihren sehr teuren Rennfahrzeugen den Vorteil, dass sie keine Schäden durch die Fehler anderer befürchten müssen. Obwohl der direkte Konkurrenzkampf fehlt, sind die Anforderungen an die Fahrer hoch, da meist nur einmal im Jahr in zwei bis maximal vier Durchgängen die jeweilige Strecke trainiert werden kann. Die Streckendetails von mehreren Kilometern Bergrenn-Distanz müssen sich die Fahrer während dieser Trainingsläufe verinnerlichen, um bei den wenigen Wertungsläufen erfolgreich zu sein.
Teil des sportlichen Reizes ist die Vielfalt der einzelnen Kurven, deren Charakteristik extrem unterschiedlich sein kann. So tauchen (enger werdende) sogenannte Hundekurven und Kombinationen auf, die man auf modernen Rundstrecken vergeblich sucht. In der Vergangenheit war unter anderem die „Schlossbergkehre“ beim Gernsbacher Schlossberg-Rennen eine der langsamsten. Die langsamsten Kurven im aktiven heutigen deutschen Bergprogramm sind z. B. die „Steinbruchkurve“ in Trier und die „Bit-Kurve“ in Wolsfeld. Bekannte schnelle Passagen sind das „Brückchen“ in Homburg sowie die letzten zwei Kurven vor der Zieldurchfahrt in Trier und die Zielkurve in Schleiz. Schnellste Kurven im Rahmen der EBM sind Les Grippons im unteren Drittel von Saint-Ursanne-Les Rangiers. Beliebte mittelschnelle Passagen sind die „Klinge“ in Eichenbühl, die letzten vier Kurven in Osnabrück und die nicht mehr gefahrene „Rutschkurve“ in Alzey. Aus Sicherheitsgründen sind nicht alle erwähnten Kurven für das Publikum zugänglich.

### Markierungen
Besonders schwierige und/oder wichtige Kurven (Schlüsselkurven) werden gelegentlich in dezenter bis auffälliger Weise „markiert“. Dabei wird eine auffällige, aber nicht zu große Fläche, beispielsweise der Kopf eines Leitpfostens oder eine 20 cm × 20 cm große Fläche auf der Leitplanke mit Signalfarbe eingefärbt. Wenn die Sicht auf die Markierung sehr flach ist, oder die Leitpfosten während des Rennens entfernt werden, muss die Markierung an weiter entfernten, natürlichen Flächen angebracht (und hinterher entfernt) werden. Das kann an der Kurvenaußenseite (normal) oder auch -innenseite (im Notfall) gemacht werden, wenn beispielsweise der Einlenkpunkt gekennzeichnet werden soll. Hier kommt auch der seltene Fall vor, dass eine Markierung an der Innenseite der Leitplanke und Kurve nötig ist.
Gebräuchlich sind Markierungen für:
- Bremspunkt, der allerdings für verschieden schnelle Fahrzeuge sehr weit auseinanderliegen kann. Hier dienen dann meist verschiedene Farben als Unterscheidung für die Wagenklassen.
- Einlenkpunkt: der wichtigste Punkt der Kurve überhaupt, der auch bei unterschiedlichen Fahrzeugkonzepten nur sehr kleine Abweichungen zeigt. Dieser ist der mit Abstand am häufigsten markierte Punkt. In Kurvenkombinationen ist manchmal die Markierung auf der Rückseite der Leitplanke die einzig sichtbare Position. Gelegentlich wird auch an der Innenseite der Strecke eine besonders auffällige Markierung angebracht, da der Blick des Fahrers schon zum Scheitelpunkt, eben der Innenseite, hin orientiert ist.
- Scheitelpunkt: gelegentlich wichtig im Zusammenhang mit dem Einlenkpunkt. Wenn beide Punkte stimmen, stimmt auch der weitere Kurvenverlauf, und es kann voll beschleunigt werden.

### Andere Orientierungshilfen
Die Streckenposten sind durchgehend von Start bis Ziel mit fortlaufenden Nummern versehen. Im Idealfall sind diese Zahlen für die Fahrer sichtbar, nämlich wenn sie auf Tafeln an den Posten stehen. In anderen Fällen sind sie auf den Asphalt aufgemalt; diese kann man dann während der Fahrt natürlich nicht erkennen.

## Sicherheit
Bei den noch verbliebenen Bergrennen in Deutschland gilt die Sicherheit für Fahrer und Zuschauer als optimal. Seit 1995 sind bei Bergrennen in Deutschland weder Fahrer noch Zuschauer zu Tode gekommen. Im Bereich der Streckensicherung am Streckenrand kamen drei Streckenposten bei EM-Bergrennen ums Leben. Verletzungen bei den Fahrern kommen gelegentlich vor, auch bei Pressefotografen und Kameraleuten, die sich – mit Enthaftungserklärung und somit erteilter Sondergenehmigung – außerhalb der Sicherheitszonen, damit im unmittelbaren Gefahrenbereich, aufhalten dürfen.
2004 verunglückte ein Fahrer in der Schweiz tödlich in seinem Tourenwagen. Als Konsequenz wurde eine zusätzliche Diagonalstrebe im Dach vorgeschrieben, also der Überrollkäfig verstärkt. Die größte Gefahr besteht aber für die Fahrer der offenen Rennwagen, deren Struktur nicht der der modernen Formel-1-Wagen entspricht.
Seit einigen Jahren ist es Amateurfahrern möglich, im NAVC an der Amateur-Bergmeisterschaft teilzunehmen. Es finden im Rahmen dieser Rennserie noch weitere Rennen statt, z. B. der Heckmo-Cup oder Gleichmäßigkeitsfahrten.

## Zuschauer
Der Bergrennsport gewinnt seit vielen Jahren wieder an Popularität. Das ist mit steigenden Zuschauerzahlen verbunden. Die Unterbringung von mitunter mehreren tausend Zuschauern an sehr oft extrem hängigen Streckenrändern stellt ein Hauptproblem für Bergrennen dar. Vor allem Sicherheitsabstände zur Strecke sind dort nur schwer gegenüber einem begeisterten Publikum durchsetzbar. Dies begründet sich nicht zuletzt in stellenweise großer Disziplinlosigkeit von Zuschauern und der Problematik für den Veranstalter, die Zuschauerlenkung personell zu bewältigen.
Die negativen Folgen gehen zu Lasten der Sicherheit und können sensible, aber auch besonders geschützte Biotope tangieren. Die Zuschauerlenkung stellt insoweit einen wesentlichen Faktor einer Veranstaltung dar, der im Zuge der jeweiligen Genehmigungsverfahren geprüft wird.

## Bergrennen nach Staaten

### Bosnien-Herzegowina
Die Bosnische Berg-Meisterschaft wird seit 2004 jährlich ausgetragen. Ein Lauf findet in Kroatien statt (Skradin), drei im Inland (Cazin, Glava Cete, Dubrovnik).

### Bulgarien
In Bulgarien wird regelmäßig seit 2002 eine Bergrennmeisterschaft ausgetragen. Daneben gibt es eine Tourenwagen-Meisterschaft auf überwiegend temporären Rundstrecken (teils in den Innenstädten und teils auf Autobahnkreuzen). Die Fahrer der beiden Meisterschaften sind fast identisch.

### Deutschland

#### Historie

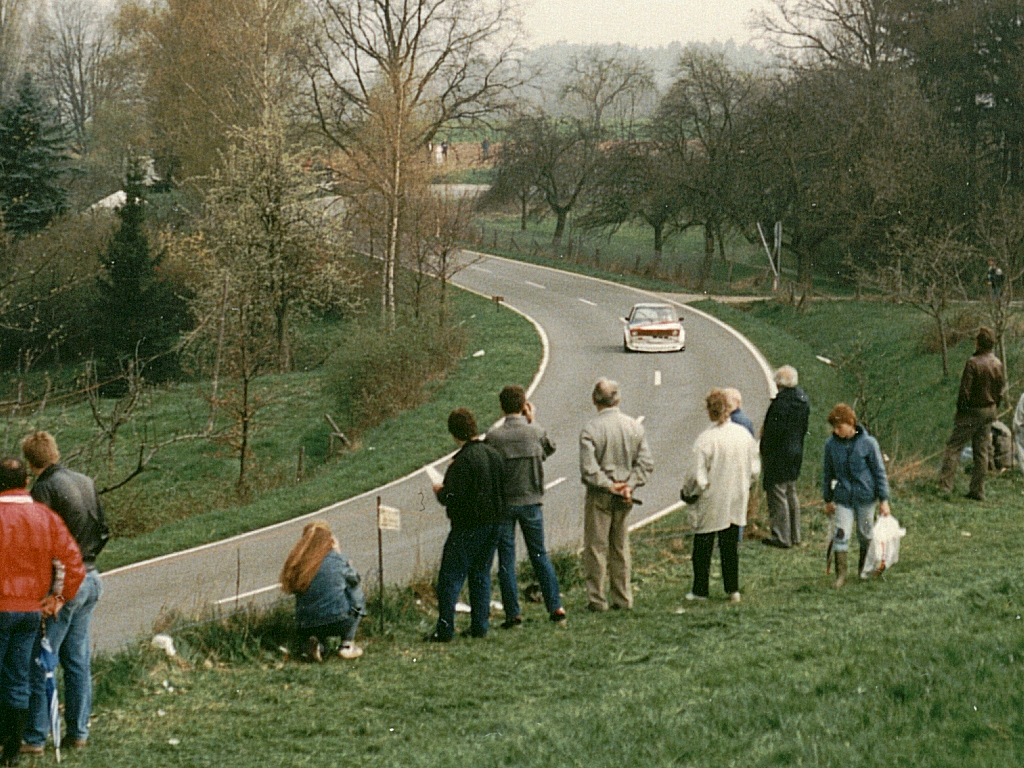
Bergrennen Zotzenbach 1989

Noch bis weit in die 1980er-Jahre hinein wurden in Deutschland zahlreiche Bergrennen durchgeführt. Neben einigen international bedeutenden, wie etwa dem Schauinsland-Rennen im Schwarzwald am gleichnamigen Berg bei Freiburg im Breisgau, gab es eine Vielzahl von kleineren Veranstaltungen auf regionaler Ebene.
Von 1924 bis 1981 (mit einer Unterbrechung aufgrund des Zweiten Weltkriegs) wurden bei Kelheim in Niederbayern die Ratisbona-Bergrennen ausgetragen, an denen zahlreiche bekannte Größen des Motorsports teilnahmen.
Seit Mitte der 1980er-Jahre werden Bergrennen in Deutschland nur vereinzelt mit den dafür notwendigen Ausnahmegenehmigungen nach § 29 StVO (Übermäßige Straßenbenutzung) durchgeführt. In den Bundesländern Nordrhein-Westfalen und Baden-Württemberg werden keine Genehmigungen für Bergrennen mehr erteilt.
1984 mussten wegen der nicht erteilten Ausnahmegenehmigung rund 30 geplante, teilweise traditionelle Bergrennen in Baden-Württemberg abgesagt werden. Dagegen kam es zu einzelnen Demonstrationen von Motorsportanhängern, wie beispielsweise am 17. Juni 1984 beim abgesagten Heilbronner Bergpreis.
2023 ist ein Wendepunkt im Bereich der Wertung der verschiedenen Fahrzeuge: die Tourenwagen werden nach FIA-Performance-Gruppen unterteilt und gewertet. Rennwagen werden nach wie vor nach Hubraum unterteilt.

#### Strecken

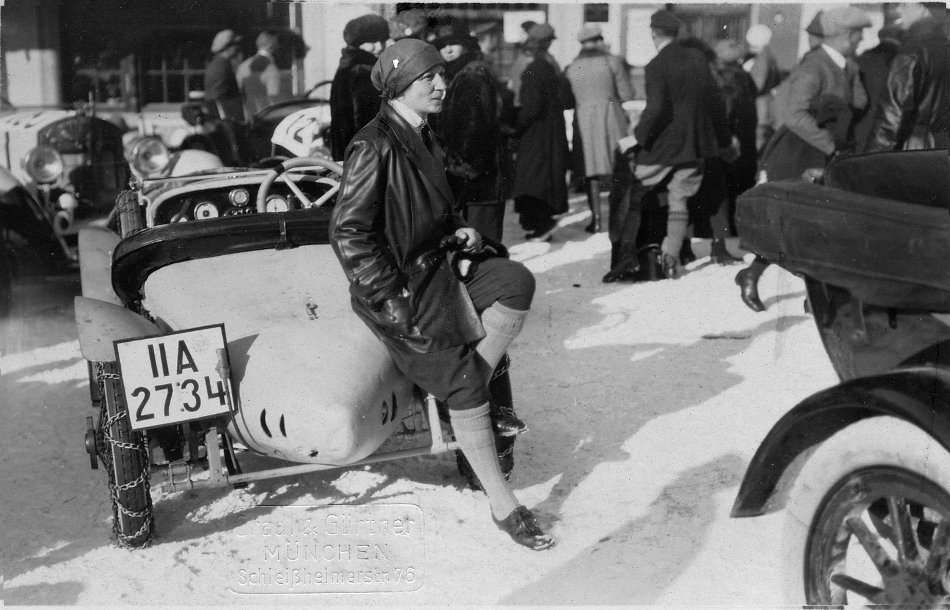
Hilda Wickenhäuser, eine der ersten Frauen unter den deutschen Bergrennfahrern

Heute finden in fast allen landschaftlich dafür geeigneten Bundesländern, außer in Nordrhein-Westfalen und Baden-Württemberg, Bergrennen statt.
In Niedersachsen wird im Hilter am Teutoburger Wald das Internationale Osnabrücker ADAC Bergrennen ausgetragen.
Das Bundesland Rheinland-Pfalz war bis 2011 Gastgeber des deutschen Laufes zur Berg-Europameisterschaft beim Trierer Bergrennen, zudem wird in Homburg eine Veranstaltung auf saarländischem Boden (beginnend mit einer Gefällestrecke) gestartet, die die Ländergrenze überschreitet, da das Ziel im rheinland-pfälzischen Ort Käshofen liegt. In Rheinland-Pfalz, das auch Eigentümer des Nürburgrings und Gastgeber für den deutschen Lauf zur Rallye-Weltmeisterschaft ist, gibt es außerdem noch das traditionelle Rennen in Wolsfeld bei Bitburg.
In Thüringen wurde 2011 nach 19-jähriger Pause das Glasbachrennen auf einem ersten Teilabschnitt von 2,2 km wiederbelebt. Seit 2012 werden wieder die kompletten 5,5 km der ursprünglichen Rennstrecke, dem sogenannten Glasbach (einer kurvenreichen Teilstrecke der Landesstraße 1027 bei Bad Liebenstein zum Rennsteig hinauf) befahren. Hierfür wurde der Abschnitt zur längsten Bergrennstrecke Deutschlands und einer der modernsten Bergrennstrecken Europas ertüchtigt. Zuvor fand mehrere Jahre das Rennsteig-Bergrennen von Winterstein aus von Norden in den Thüringer Wald führend statt. Es wurde wegen unüberbrückbarer Differenzen mit einem neuen Waldbesitzer, vor allem der Zuschauerlenkung wegen, zugunsten des Glasbachrennens aufgegeben. Bei Schleiz wird ein Teilstück des Schleizer Dreiecks entgegen der üblichen Rennrichtung als Bergrennstrecke befahren, ebenso der Iberg bei Heilbad Heiligenstadt. Bei Kelbra (Kyffhäuser) durfte bis 2008 einmal im Jahr im Naturpark Kyffhäuser ein Bergrennen gefahren werden, wobei ein Teil der Kyffhäuser-Bergrennstrecke in Sachsen-Anhalt lag.
In Hessen fand zwischen 1963 und 1983 das Rhön-Bergrennen statt. Heute darf in Zotzenbach im Odenwald zwar kein Bergrennen mehr, aber immerhin noch ein Bergslalom mit Schikanen durchgeführt werden. 1923–27 und 1951–54 fand in Kassel das Herkulesbergrennen statt, das 2005 wiederaufgenommen wurde. Beim Wiesbadener Automobilturnier gab es 1923–28 die Bergprüfung zur Hohen Wurzel.

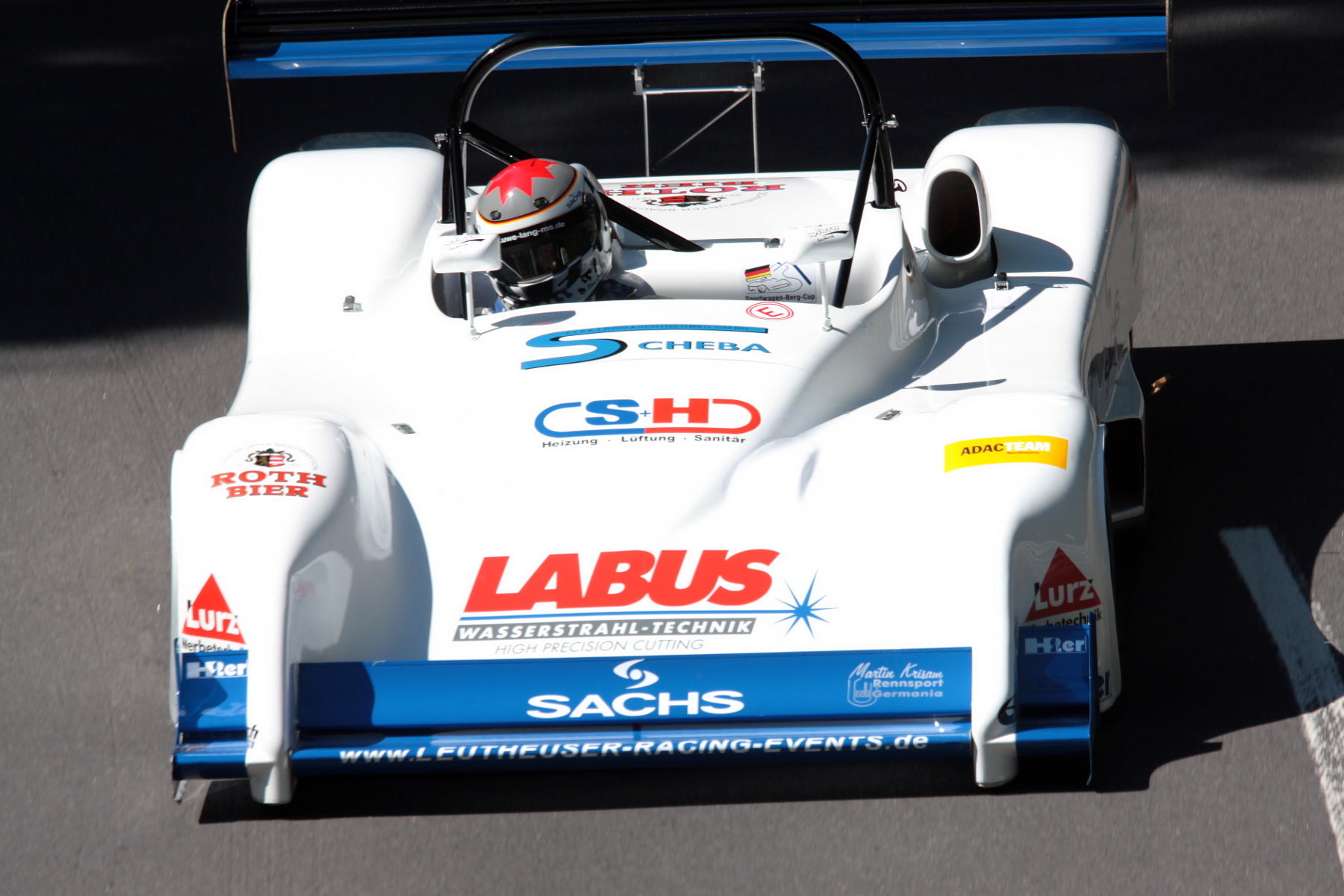
Uwe Lang - Gesamtsieger des Bergrennen in Eichenbühl 2012

In Bayern wird sowohl das Bergrennen am Hauenstein in Hausen (Rhön) durchgeführt als auch eine Veranstaltung im „Dreiländereck“ in Eichenbühl/Unterfranken (bei Miltenberg am Main) sowie in Mickhausen bei Augsburg (Bergrennen Mickhausen).
Traditionelle Bergrennen am Alpenrand, wie etwa das am Oberjochpass, das einst wegen „Beeinträchtigung des Fremdenverkehrs“ verboten wurde, gibt es nun zur Förderung desselben wieder, allerdings nur als Oldtimer-Veranstaltung – so z. B. in Baden-Württemberg am Schauinsland bei Freiburg, am Schlossberg in Gernsbach/Murgtal, am Eggberg bei Bad Säckingen, am Haldenhof bei Ludwigshafen am Bodensee und anderen ehemaligen Strecken wie am Gaisberg in Österreich.
Seit einigen Jahren werden im Rahmen des ADMV Classic Cup auch wieder verstärkt alte Bergrennstrecken in den neuen Bundesländern reanimiert, ebenfalls als Oldtimer-Veranstaltung, Demonstrations- und Gleichmäßigkeitsfahrten. So wurden u. a. mit dem Naumburger Weinbergrennen im Saale-Unstrut-Triasland, dem Lückendorfer Bergrennen im Zittauer Gebirge oder der Mühlwand bei Reichenbach im Vogtland alte traditionelle Strecken wiederbelebt, die ebenfalls auf eine lange Geschichte bis zurück in die 1920er-Jahre blicken können.
Wie schon im Vorjahr wurde auch 2004 die Wiederaufnahme des Rennens im Sauerland bei Brilon vom zuständigen Regierungspräsidenten unterbunden: Der Antrag auf Durchführung des 21. Internationalen ADAC-Sauerland-Bergpreises 2004 wird von mir abgelehnt, da das öffentliche Interesse daran liegt, dass dieses Rennen nicht stattfindet, und das Interesse des ADAC an der Durchführung des Rennens überwiegt.
Ein Lauf des „Deutschen Berg-Cup“ wird in Luxemburg ausgetragen, ein weiterer in Österreich.

#### Gruppe H
Ein eigenes Kapitel ist die Gruppe H, die seit 1987 eine eigene Meisterschaft innerhalb der Rennen der DMSB-Meisterschaft austrägt, teilweise auch außerhalb (Berg-Cup Gr. H). Das Feld der Gr.-H-Autos stellt häufig die größte Wertungsgruppe in den Rennveranstaltungen dar. Nahezu ankündigungslos wurde durch eine Exegese des Reglements der Großteil der Motoren für nicht reglementskonform erklärt. Das zog den Rücktritt des Fachausschusses Bergrennen nach sich, da keine sonstigen Abwehrmaßnahmen dagegen bestehen, eine Vielzahl von Motoren nicht mehr einsetzen zu können.

### Frankreich
In Frankreich zählen 14 Rennen zur Meisterschaft, die in zwei Gruppen ausgefahren wird. Zur Serie A zählen Monoposti, meist Formel 3000. Außerdem zählen dazu Formel 3, Formel Renault und Sport-Prototypen. Zur Serie B zählen GT-Fahrzeuge (Serie und „Spéciales“), Tourenwagen Gruppe A, Clio Cup, Tourenwagen Gruppe N + FN, und Tourenwagen Gruppe F 2000.

### Georgien
In Georgien werden Bergrennen als Meisterschaft unregelmäßig ausgetragen, so in den Jahren 2003, 2009 und 2010.

### Großbritannien
In Großbritannien kann Shelsley Walsh zwar eine nur 914 Meter kurze Strecke aufweisen, dafür aber eine 100 Jahre lange Tradition, bei unveränderter Streckenführung, die zudem mehrmals im Jahr befahren wird und somit als das „Mekka“ des britischen Bergrennsports gilt.

### Italien
Die „CIVM“ abgekürzte Meisterschaft ist wohl 2012, aber nicht immer sonst, nahezu ideal über den italienischen „Stiefel“ verteilt. Sie umfasst folgende Läufe (in Klammern die Provinz):
- 1. Mai – 39. Passo dello Spino (AR)
- 15. Mai – 54. Monte Erice (TP)
- 22. Mai – 57. Coppa Nissena (CL)
- 5. Juni – 42. Verzegnis sella Chianzutan (UD)
- 19. Juni – 50. Coppa Paolino Teodori (AP)
- 3. Juli – 61. Trento Bondone (TN)
- 10. Juli – 50. Rieti – Coppa Bruno Carotti (RI)
- 24. Juli – 54. Coppa Selva di Fasano (BR)
- 7. August – 25. Salita della Sila (CS)
- 21. August – 46. Tropfeo Luigi Fagioli (PG)
- 4. September – 33. Caprino-Spiazzi (VR)
- 25. September – 29. Pedavena-Croce d´Aune (BL)

Sportlich darunter ist noch die „Trophäe“, TIVM genannt, angesiedelt, die in den Regionen Nord und Süd getrennt ausgefahren wird.

### Kosovo
Schon vor der proklamierten Unabhängigkeit des Landes (2008) wurde eine Kosovo-Bergmeisterschaft 2004 ausgetragen, danach fortlaufend in jedem Jahr. Es gibt drei Bergrennstrecken, auf jeder werden zwei Rennen ausgetragen.

### Kroatien
Seit 2003 wird jedes Jahr eine Bergmeisterschaft ausgetragen. Es stehen zehn verschiedene Strecken zur Verfügung. Auf der bekanntesten bei Buzet findet der letzte Lauf zur FIA-Europa-Bergmeisterschaft statt. Der Kroate Niko Pulić gewann 1999 bis 2001, also dreimal hintereinander, die Europa-Bergmeisterschaft der Tourenwagen. 2013 wurde Tomislav Muhvić Europa-Bergmeister der Kategorie 1 (Tourenwagen).

### Malta
Die nationale Rennserie in Malta wird „The Grimaldi Lines 2013 Hillclimb & Sprint Championship“ genannt, nach dem Hauptsponsor. Entsprechend der Bevölkerungsdichte der Insel sind die Strecken eng und kurz. Die Strecke bei Kalkara ist ca. 1,3 km lang.

### Nordmazedonien
Seit 1992 wird eine mazedonische Bergmeisterschaft ausgetragen. Bis 1999 wurden bestimmte Fahrzeuge, beispielsweise Zastava Yugo, getrennt gewertet und konnten dadurch in die Punkteränge fahren. Bei Vodno liegt die am häufigsten genutzte Strecke. Andere Strecken sind bei Kočani oder auch Kruševo.

### Österreich
Läufe zur Staatsmeisterschaft Österreichs sind das Rechbergrennen oder werden in St. Anton an der Jessnitz, St. Andrä/Kitzeck, St. Urban, St. Agatha, in Slowenien (Lucine, Ilirska Bistrica), Tschechien (Ústí nad Orlicí, Ecce Homo Šternberk), Deutschland (Mickhausen) und Italien (Verzegnis, Cividale) ausgetragen.
In der Alpenrepublik gibt es außerdem noch eine Sonderform des Bergrennens, die sogenannte Bergrallye. Die Bergrallye ist eine Sprintveranstaltung mit maximal 2000 m Streckenlänge.

### Polen
Die polnische Bergmeisterschaft wird ausschließlich mit Tourenwagen ausgetragen. Nicht selten finden Läufe in Tschechien und der Slowakei statt, wie auch die dortige Meisterschaft teilweise in Polen (Limanowa). Selbst im Ostseeraum, bei Sopot/Gdingen, findet ein Lauf statt. Seit 1998 besteht die Serie.

### Rumänien
Auf acht verschiedenen Strecken im Inland wird seit 2002 um die rumänische Bergmeisterschaft gefahren, in einer gemeinsamen Wertung für Rennsportfahrzeuge („Gruppe OPEN“) und verschiedenen Tourenwagenklassen (Gruppe N, Gruppe A) usw.
Schon in den 1930er-Jahren wurden Bergrennen ausgetragen, wie in vielen anderen Ländern auch. In Féléac befand sich die Strecke mit der höchsten Durchschnittsgeschwindigkeit in Europa: 142 km/h, erzielt von Hans Stuck auf Auto Union. Ebenfalls Hans Stuck setzte den Maßstab für die geringste Durchschnittsgeschwindigkeit: 54 km/h in Tojana.

### Schweiz
Nachdem die früher ausgetragene Meisterschaft aus Rundstrecken- und Bergrennen mit einem gemeinsamen Endklassement bestanden hatte, kehrte man Anfang der 2000er-Jahre zu einer getrennten Wertung zurück. 2010 gab es einen Wettbewerb, Abarth Trofeo Rally genannt, bei dem 4 Rallyes und 4 Bergrennen gewertet wurden. Alle fanden innerhalb der Schweiz statt. Zwischen Langwies und Arosa findet seit 2005 zudem jährlich die Arosa ClassicCar statt, ein internationales Bergrennen für historische Fahrzeuge. Zu erwähnen sind noch das Klausenrennen Memorial, das unregelmäßig stattfindet, und das Rennen von Saint-Ursanne auf den Col des Rangiers (Caquerelle) im Jura.
Ein Comeback nach 22 Jahren Abstinenz feierte 2012 das Bergrennen Hemberg in der Ostschweiz.
Nicht nur innerhalb der Schweiz, sondern auch in der Europa-Bergmeisterschaft, von der ein Lauf in Saint-Ursanne ausgetragen wird, werden drei Wertungsläufe ausgetragen, von denen die zwei schnellsten gewertet werden.

### Serbien
Von 2003 bis 2006 wurde eine gemeinsame Bergmeisterschaft Serbien/Montenegro (Šampionat Srbije i Crne Gore – Klasa Brdo) gefahren (sieben Rennen). Seit 2007 heißt die Serie Berg-Meisterschaft Serbien (Šampionat Srbije – Klasa Brdo). Es gibt acht verschiedene Strecken. Der nationale Meister von 2010, Dušan Borković, fuhr 2011 in der EBM auf den dritten Gesamtrang der Kategorie I (Tourenwagen), 2012 gewann er die Kategorie.

### Slowakei
Die slowakische Bergmeisterschaft wurde in den Jahren 2001 bis 2006 ausschließlich mit historischen Fahrzeugen ausgetragen. Bei Pezinok wurde bis 2010 ein EBM-Lauf ausgetragen, der 2011 wegen Streckenschäden abgesagt werden musste (Slovakia Matador). Bei Dobšiná fand man eine Ersatzstrecke.

### Slowenien
In Slowenien stehen drei Bergrennstrecken zur Verfügung (Gorjanci, Lucine und das in der EBM gelistete Ilirska Bistrica); fünf Läufe werden im Ausland ausgetragen, nämlich Buzet und Stubicke Toplice in Kroatien, Cividale Castelmonte und Verzegnis in Italien und das Rechbergrennen in Österreich. Seit 2003 wird die Meisterschaft ausgetragen. Der Europameister der Kategorie I (Tourenwagen) 2011, Aleš Prek, stammt aus Slowenien.

### Spanien
Innerhalb Spaniens gibt es neben der „normalen“ auch eine separat gewertete balearische Bergmeisterschaft, die aus acht Rennen besteht. Bekannt wurde der 1940 geborene Deutsche Helmut Kalenborn, der den Titel zwischen 1983 und 2001 neunmal gewinnen konnte.

### Tschechien
Unter den ehemaligen Ostblock-Ländern nimmt Tschechien eine Sonderstellung ein. Mit Ecce Homo und Ústecká 21 bei Ústí nad Orlicí stehen zwei Veranstaltungsorte im FIA-Kalender. Schon früh nach dem Fall des Eisernen Vorhangs gab es eine tschechische Nationalmannschaft, deren Fahrer logistisch unterstützt wurden. Betätigungsfeld war die Europa-Bergmeisterschaft, deren Titel zwischen 1994 und 2009 achtmal an einen Tschechen gegeben wurde (Josef Kopecký, Otakar Krámský 3 ×, Robert Šenkýř 2 ×, Miroslav Jakeš, Václav Janík). In manchen Jahren wie 2009 belegten Tschechen die ersten drei Plätze in der EBM, und fünf Fahrer waren unter den ersten zehn.
2012 zählt das deutsche Glasbachrennen zur tschechischen Berg-Meisterschaft.

### Vereinigte Staaten

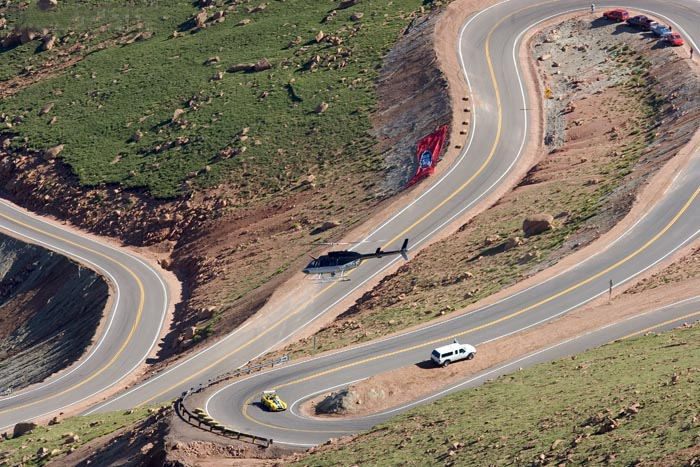
Randy Schranz beim Pikes Peak International Hill Climb 2007

Auf den Pikes Peak in den Rocky Mountains (Colorado, USA) führt eine abwechslungsreiche Piste (156 Kurven) von knapp 20 km Länge, auf der auch schon Rallye-Asse wie Walter Röhrl und Ari Vatanen mit besonders leistungsstarken und mit riesigen Spoilern bestückten Versionen ihrer Turbomotor-Werksautos Gesamtsiege erringen konnten. Hier findet alljährlich das Pikes Peak International Hill Climb statt. War die Strecke über viele Jahrzehnte hinweg ausschließlich geschottert, so wurde sie seit Anfang der 2000er-Jahre nach und nach asphaltiert und ist inzwischen vollständig mit Asphalt bedeckt.

## Hillclimbing
Eine ganz andere Variante des Motorsports am Berg stellt das Hillclimbing dar, bei dem ein besonders steiler Hang mit modifizierten Motorrädern aller Art so hoch wie möglich erklommen werden muss.

## Bekannte Bergrennfahrer
An erster Stelle kann zweifellos Hans Stuck genannt werden, der als „Bergkönig“ zwischen 1925 und 1960 zahlreiche Siege und Meisterschaften am Berg errungen hat. Als Bergrennspezialist schlechthin galt der sogenannte „Berglöwe“ Herbert Stenger, der eine eindrucksvolle Bilanz von Erfolgen ab Mitte der 1970er-Jahre vorweisen konnte. Unter anderem erkämpfte sich Stenger insgesamt sieben FIA-Europameistertitel und zehn Deutsche Bergmeisterschaften. Von 1996 bis zu seinem tödlichen Unfall 2011 war Georg Plasa einer der erfolgreichsten Bergrennfahrer. Neben vielen anderen Siegen gewann er von 2006 bis 2009 den FIA Hill Climb Cup und 2003 und 2004 die FIA Hill Climb Challenge.
Bekannte aktive Fahrer sind unter anderen Norbert Handa, Norbert Brenner, Horst Fendrich, Jörg Weidinger, Franz Weissdorn sowie die Schweizer Bruno Ianniello und Reto Meisel und die beiden Österreicher, der „Bergfex“ Felix Pailer und das Motorsport-Urgestein Hermann Waldy. In Skandinavien gilt der Norweger Tore H. Bratlie als der erfolgreichste Bergrennfahrer überhaupt.
Zur wichtigen Kerntruppe, die sich im Prinzip bei jedem deutschen Bergrennen wiedersieht, gehören der Streckensprecher Hannes Martin und die für die Fahrzeuggruppen zuständigen Technischen Kommissare. Auch der verstorbene Reifenlieferant Dieter Knüttel war als aktiver Rennfahrer häufig mit von der Partie.
Eher selten „verirren“ sich Rennfahrer von der Rundstrecke an den Berg. Wolfgang Graf Berghe von Trips war 1958 ein damaliges prominentes Beispiel sowie auch Hans Herrmann, Edgar Barth oder Ludovico Scarfiotti. Viele Fahrer begannen ihre Rennsportkarriere am Berg und wechselten danach zur Rundstrecke, wie Rolf Stommelen, Gerhard Mitter, Sepp Greger, Reinhold Joest, Claus Dupré, Roland Asch und Andy Priaulx, der seine ersten Bergrennen auf den Kanalinseln bestritt.

## Schnittstellen zwischen Berg- und Rundstrecke
Spezielle Bergrennfahrzeuge sind für diese Kurzstreckensprints extrem optimiert und für die Rundstrecke kaum tauglich. Ein Fahrer mit einem seriennahen Tourenwagen könnte dagegen im Prinzip an Slaloms, Bergrennen, Rallyes und Rundstreckenrennen teilnehmen. 2003 führte Manuel Reuter seinen DTM-Opel beim Bergrennen in Mickhausen vor, da sein Team Holzer in der Nähe beheimatet ist.